# Дволикий (персонаж)
Дволикий (англ. Two-Face) — суперлиходій всесвіту DC Comics, ворог Бетмена.

## Про персонажа

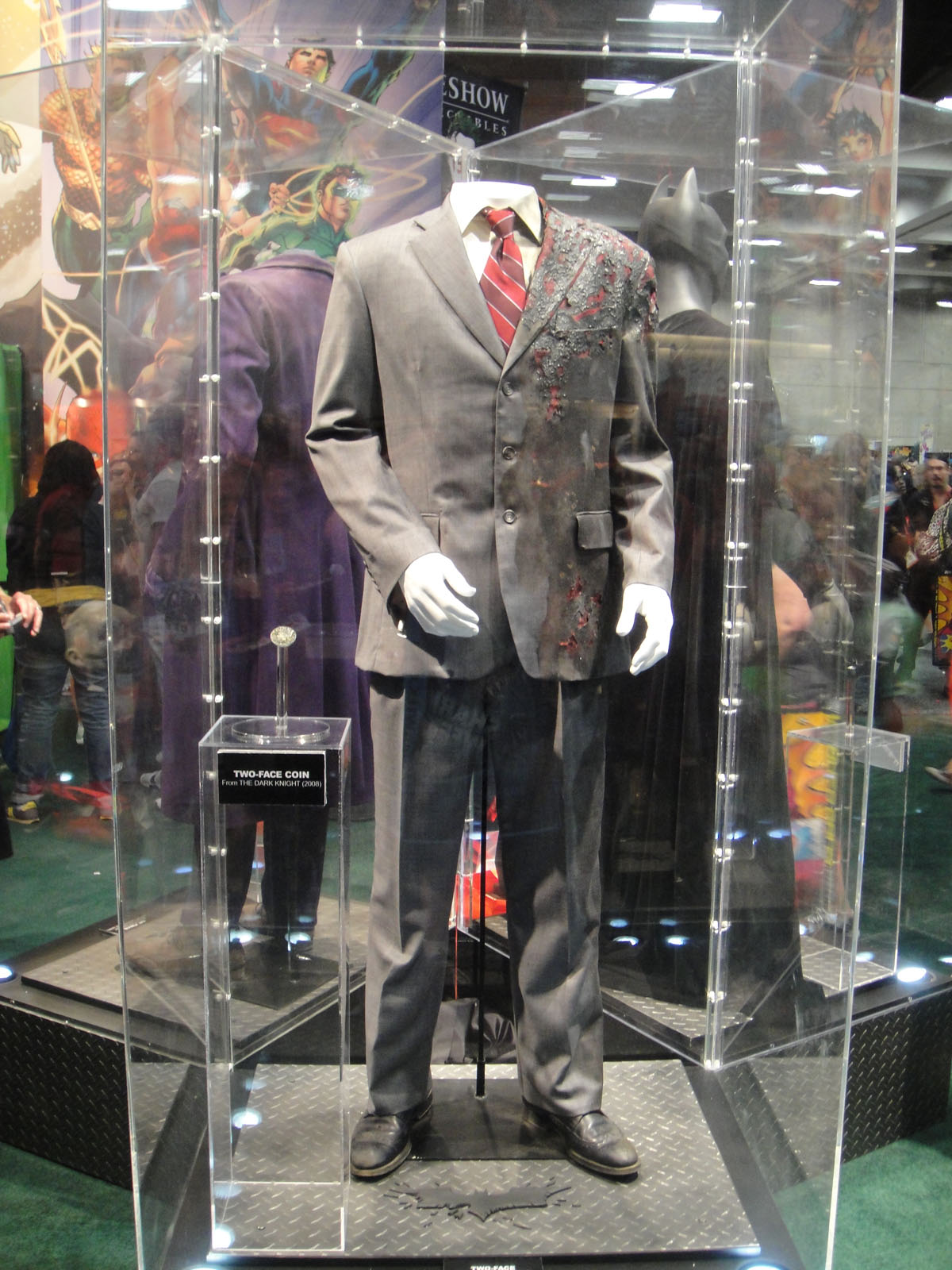
Костюм Дволикого з фільму «Темний Лицар»

Дволикий — це псевдонім, взятий колишнім окружним прокурором Ґотем-сіті, борцем зі злочинністю Гарві Дентом після змінившого його життя нещасного випадку, коли половина його обличчя була знівечена. З цього моменту колишній прокурор став мафіозним босом Дволиким.
Дволикий воліє розв'язувати всі питання кидком срібного долара, одна із сторін якого також деформована — як мінімум, відзначена хрестом. Під час своїх злочинів він підкидає його з метою визначення долі своїх жертв. У випадку, якщо долар падає недеформованою стороною — як правило, чекати хорошого його жертвам все одно не доводиться (напр. «погана» сторона — смерть, «добра» — «відтягнути» смерть). Також у всьому Дволикий підтримує в собі дуалізм (зовнішній вигляд, одяг, монета), тим самим показуючи наявність в собі двох начал, які борються одне з одним: Добро і Зло.
Дволикий займає № 12 в списку 100 найкращих лиходіїв у коміксах за версією 